# Степанівська сільська рада (Роздільнянський район)
Степа́нівська сільська́ ра́да — орган місцевого самоврядування Степанівської сільської громади Роздільнянського району Одеської області. Адміністративний центр — село Степанівка. Перші вибори до ради громади відбулися 25 жовтня 2020 року. Перша сесія ради громади відбулася 8 грудня 2020 року.

## Історія

### Рада як адміністративно-територіальна одиниця
До 25 жовтня 2020 року також була як адміністративно-територіальна одиниця в Роздільнянському районі (поділ 1930-2020) Одеської області.
Станом на 1 вересня 1946 року до складу Степанівської сільської ради входили: с. Павлівка, с. Степанівка, с-ще Івано-Миколаївка, х. Труд-Гребеник.
На 1 травня 1967 року села Степанівської сільради перебували в складі Кучурганської сільської Ради. На території сільради було 2 радгоспи імені Котовського (господарський центр — Степанівка) та «Кучурганський» (Очеретівка).
Відновлена сільрада 16 листопада 1982 р.
Станом на 1 січня 1984 року Степанівська сільська Рада мала сучасний склад населених пунктів. На території сільради був плодоовочевий радгосп ім. Котовського (господарський центр — Степанівка).
Територія складала 67,772 км². Сільській раді до 2020 року були підпорядковані населені пункти: с. Степанівка, с. Івано-Миколаївка, с. Новокрасне, с. Павлівка, с. Труд-Куток
Згідно з переписом УРСР 1989 року чисельність наявного населення сільської ради становила 3341 особа, з яких 1482 чоловіки та 1859 жінок. За переписом населення України 2001 року в селі мешкали 3193 особи. Населення на 1 січня 2019 року — 3489 осіб. 
Відповідно до розпорядження КМУ № 623-р від 27 травня 2020 року "Про затвердження перспективного плану формування територій громад Одеської області" Степанівська сільська рада разом ще з 3 сільрадами району ввійшла до складу Степанівської сільської громади.
Розподіл населення за рідною мовою за даними перепису 2001 року:
| Мова       | Відсоток |
| ---------- | -------- |
| українська | 64,00 %  |
| російська  | 32,41 %  |
| молдовська | 2,94 %   |
| білоруська | 0,13 %   |
| болгарська | 0,13 %   |
| вірменська | 0,06 %   |
| гагаузька  | 0,06 %   |
| румунська  | 0,03 %   |
| угорська   | 0,03 %   |
| інші       | 0,21 %   |

## Склад ради
Рада громади складається з 22 депутатів та голови.
- Голова ради: Бараненко Наталія Вікторівна

### Керівний склад попередніх скликань
| Прізвище, ім'я, по батькові  | Основні відомості                                                          | Дата обрання | Дата звільнення |
| ---------------------------- | -------------------------------------------------------------------------- | ------------ | --------------- |
| Бараненко Наталія Вікторівна | Сільський голова, 1966 року народження, член Соціалістичної партії України | 26.03.2006   | 31.10.2010      |
| Щербакова Світлана Петрівна  | Сільський голова, 1968 року народження, освіта вища, позапартійна          | 25.05.2014   | 25.10.2020      |
| Бараненко Наталія Вікторівна | Сільський голова, 1966 року народження, освіта вища, позапартійна          | 25.10.2020   | ниніна посаді   |

Примітка: таблиця складена за даними сайту Верховної Ради України

### Депутати
За результатами місцевих виборів 2010 року депутатами ради стали:

#### За суб'єктами висування
| Суб'єкт висування | Кількість обраних депутатів | %  |
| ----------------- | --------------------------- | -- |
| Самовисування     | 17                          | 85 |
| Партія регіонів   | 3                           | 15 |

#### За округами
| № округу        | Прізвище, ім'я, по батькові      | Дата визнання обраним | Освіта  | Партійна приналежність | Відомості про обраного депутата                                                                                      |
| --------------- | -------------------------------- | --------------------- | ------- | ---------------------- | --- |
| Партія регіонів |                                  |                       |         |                        | |
| 15              | Деревягін Олександр Георгійович  | 01.11.2010            | вища    | член Партії регіонів   | ТОВ «Вітмарк-Україна», механік                                                                                       |
| 19              | Горячий Анатолій Григорович      | 01.11.2010            | вища    | позапартійний          | пенсіонер |
| 20              | Волк Григорій Дмитрович          | 01.11.2010            | середня | позапартійний          | пенсіонер |
| Самовисування   |                                  |                       |         |                        | |
| 1               | Халявицький Олег Володимирович   | 01.11.2010            | вища    | позапартійний          | приватний підприємець                                                                                                |
| 2               | Чибанюк Ольга Миколаївна         | 01.11.2010            | вища    | позапартійна           | загальноосвітня школа І-ІІІ ст. с. Степанівка, вчитель математики та інформатики                                     |
| 3               | Ярмолюк Володимир Васильович     | 01.11.2010            | вища    | позапартійний          | ТОВ "Вітмарк-Україна, головний механік                                                                               |
| 4               | Осадчий Валерій Миколайович      | 01.11.2010            | вища    | позапартійний          | Степанівський міжшкільний навчально-виробничий комбінат, механік                                                     |
| 5               | Олєйник Віра Михайлівна          | 01.11.2010            | вища    | позапартійна           | Степанівський міжшкільний навчально-виробничий комбінат, майстер виробничого навчання з підготовки перукарів         |
| 6               | Щербакова Світлана Петрівна      | 01.11.2010            | вища    | позапартійна           | Степанівська сільська рада, секретар                                                                                 |
| 7               | Пукасенко Володимир Григорович   | 01.11.2010            | вища    | позапартійний          | Державна екологічна інспекція в Одеській області Міністерства охорони навколишнього природного середовища, інспектор |
| 8               | Прокопенко Людмила Володимирівна | 01.11.2010            | вища    | позапартійна           | приватний підприємець                                                                                                |
| 9               | Будніченко Людмила Петрівна      | 01.11.2010            | вища    | позапартійна           | Степанівський міжшкільний навчально-виробничий комбінат, директор                                                    |
| 10              | Аксентій Наталія Вікторівна      | 01.11.2010            | вища    | член Партії регіонів   | загальноосвітня школа І-III ст. с. Степанівка, бібліотекар                                                           |
| 11              | Гужев Олексій Олексійович        | 01.11.2010            | вища    | позапартійний          | приватний підприємець                                                                                                |
| 12              | Мунтян Ірина Михайлівна          | 01.11.2010            | вища    | позапартійна           | загальноосвітня школа І-III ст. с. Степанівка, вчитель української мови та літератури                                |
| 13              | Стоянов Леонід Павлович          | 01.11.2010            | середня | позапартійний          | приватний підприємець                                                                                                |
| 14              | Євенко Марія Петрівна            | 01.11.2010            | середня | позапартійна           | приватний підприємець                                                                                                |
| 16              | Семенюк Степанида Костянтинівна  | 01.11.2010            | середня | позапартійна           | тимчасово не працює                                                                                                  |
| 17              | Задирака Світлана Валеріївна     | 01.11.2010            | вища    | позапартійна           | будинок культури с. Степанівка, директор                                                                             |
| 18              | Бєльцан Володимир Миколайович    | 01.11.2010            | середня | позапартійний          | Ст. Кучурган ПЧ-2 Роздільнянської станції, колії Одеської залізниці, монтер                                          |